# Westfield Solano
Westfield Solano, anteriormente conocido como el centro comercial Solano Mall es un centro comercial en Fairfield, California operado por The Westfield Group. Sus cinco tiendas anclas son JCPenney, Macy's, Mervyn's, Sears y Best Buy. El centro comercial cuenta con un teatro de cines Edwards Cinemas localizado en la tienda ancla de electrodomésticos Best Buy.
Westfield America, Inc., un precursor de The Westfield Group adquirió el centro comercial en 1998, y le cambió el nombre a "Westfield Shoppingtown Solano", quitándole el nombre de "Shoppingtown" en junio de 2005.

## Tiendas anclas
- Best Buy (47,500 pies cuadrado)
- Edwards 16 pantallas de cine (62,871 pies cuadrado)
- JCPenney (165,951 pies cuadrado)
- Macy's (156,000 pies cuadrado)
- Mervyn's (88,800 pies cuadrado)
- Sears (148,045 pies cuadrado)